# Dirk Gaerte
Dirk Gaerte (* 22. Januar 1947 in Sigmaringen) ist ein deutscher Politiker (CDU). Er war von 1998 bis 2014 hauptamtlicher Landrat des Landkreises Sigmaringen.

## Leben
Gaerte absolvierte nach seinem Abitur 1966 an der Internatsschule Schloss Gaienhofen den Grundwehrdienst im Artillerieregiment 10 in der Generaloberst-von-Fritsch-Kaserne (heute Staufer-Kaserne) in Pfullendorf; zuletzt als Reserveoffizier im Dienstgrad eines Majors der Reserve. Von 1968 bis 1974 studierte er Volkswirtschaftslehre und Öffentliches Recht an der Albert-Ludwigs-Universität Freiburg und wurde 1968 Mitglied der katholischen Studentenverbindung KDStV Hohenstaufen Freiburg. Er schloss sein Studium mit Examen als Diplom-Volkswirt ab.
1974 wurde er Mitglied des Wirtschaftsrates der CDU in Bonn. Von 1974 bis 1982 war Gaerte Mitarbeiter im Staatsministerium Baden-Württemberg und persönlicher Referent und Leiter des Büros des Ministerpräsidenten (Hans Filbinger/Lothar Späth), Abteilung für Grundsatz, Planung und Information. Ab 1982 war er Mitglied der Vertretung des Landes Baden-Württemberg beim Bund in Bonn als „Beobachter Soziales“. 1986 nahm er eine Tätigkeit im Ministerium für Arbeit, Gesundheit, Familie und Sozialordnung in der Zentralstelle auf.
Im Jahr 1987 wurde Dirk Gaerte Erster Bürgermeister der Großen Kreisstadt Böblingen. 1995 kam es zur Wiederwahl. Am 13. Oktober 1998 wurde Gaerte Landrat des Landkreises Sigmaringen als Nachfolger von Jürgen Binder („Binder-Affäre“). Am 21. Juli 2006 erfolgte die Wiederwahl durch den Kreistag und am 14. Februar 2011 eine weitere Verlängerung der Amtszeit bis zum Eintritt in den Ruhestand am 30. Juni 2014, als Stefanie Bürkle zu seiner Nachfolgerin gewählt wurde.
Dirk Gaerte ist verheiratet mit Regine Gaerte. Aus der Ehe gehen zwei Kinder hervor. Das Ehepaar wohnt in Sigmaringendorf.

## Wirken
Gaerte war Aufsichtsratsvorsitzender der Kliniken Landkreis Sigmaringen GmbH und Aufsichtsratsmitglied bei EnBW. Kraft Amtes war er seit 1998 Vorsitzender der Fürst-Carl-Stiftung, einer Stiftung zur Förderung von begabten Studierenden und wissenschaftlichem Nachwuchs an der Hochschule Albstadt-Sigmaringen. Überdies war er Vorstandsmitglied im Verein der Freunde und Förderer der Hochschule Albstadt-Sigmaringen e. V. und Beisitzer des Vereins der Freunde der Erzabtei St. Martin e. V. Zudem war er Verwaltungsratsvorsitzender der Hohenzollerischen Landesbank Kreissparkasse Sigmaringen und Stellvertretender Vorsitzender des Verwaltungsrats des Zweckverbands Oberschwäbische Elektrizitätswerke (OEW). Von 2006 bei 2015 war der frühere Sigmaringer Landrat Vorsitzender oder stellvertretender Vorsitzender des Naturparkvereins Obere Donau. Von 2012 bis 2022 war Gaerte Vorsitzender des Freundeskreises Karolingische Klosterstadt Meßkirch – Campus Galli e. V. Er ist Vorstandsmitglied der Deutschen Olympische Gesellschaft für Bodensee-Oberschwaben.
2015/2016 pilgerte er alleine und zu Fuß den Jakobsweg von Sigmaringen bis zur Kathedrale von Santiago de Compostela.
Dirk Gaerte engagiert sich für zahlreiche Sozialprojekte im Heiligen Land. 2016 wurde er vom Kardinal-Großmeister Edwin Frederick O’Brien zum Ritter des Ritterordens vom Heiligen Grab zu Jerusalem ernannt und am 24. September 2016 in Bonn durch Reinhard Kardinal Marx, Großprior der deutschen Statthalterei, in den Orden investiert. Er ist Mitglied im Deutschen Verein vom Heiligen Lande.

## Ehrungen und Auszeichnungen
- Ehrung „40 Jahre im Öffentlichen Dienst“ (2009)[5]
- Deutsche Feuerwehr-Ehrenmedaille des Deutschen Feuerwehrverbandes für sein Wirken im Katastrophenschutz (2009)[6]
- Ehrenmitglied der Katholischen Akademischen Verbindung Capitolina zu Rom im CV (2013)
- Landkreismedaille des Landkreistages Baden-Württemberg, verliehen zu seinem Amtsabschied am 29. Juni 2014 durch Landkreistagspräsident Joachim Walter[7]
- Bürgermedaille in Gold des Landkreises Sigmaringen (2014)[8]
- Aufnahme in den Päpstlichen Ritterorden vom Heiligen Grab zu Jerusalem (2016)
- Ehrenmitglied der Gesellschaft Oberschwaben (2017)

## Quelle
- Karlheinz Fahlbusch: Sigmaringer Landrat Dirk Gaerte blickt auf zehn Amtsjahre zurück. Noch kein Gedanke an den Ruhestand. In: Südkurier vom 31. Oktober 2008